# 여도은
여도은(1984년 12월 12일~)은 대한민국의 아나운서이다.

## 경력
- 2009년~2014년: 팍스TV 아나운서
- 2014년: SBS CNBC 앵커
- 2016년: 머니투데이방송 MTN 앵커
- 2017년~2021년: 키움증권 투자컨텐츠팀 앵커

## 수상 내역
- 2006년 제2회 전국 대학생 토론대회 스피커상